# Villaviciosa de Córdoba
Villaviciosa de Córdoba – gmina w Hiszpanii, w prowincji Kordoba, w Andaluzji, o powierzchni 468,75 km². W 2011 roku gmina liczyła 3514 mieszkańców.